# Митар Мирич
Митар Мирич е сръбски попфолк певец.

## Биография
Роден е на 16 януари 1957 година в Углевик, Босна и Херцеговина. Някои от най-популярните му песни включват: Ciganče, Nisam lopov, Voli me danas više nego juče, Doberman, Pomirenje и суперхита Ne more nam niko ništa. Той е дългогодишен сътрудник и приятел на Новица Урошевич, който умира от алкохолизъм през 2009 г.
Завършил гимназия в родния си град. Започва професионалната си музикална кариера през 1975 г., и се мести в Сърбия през 1976 г. където живее оттогава. Той живее в центъра на Белград със съпругата си Сузана и дъщеря си Саня.
Неговият сингъл „Ne može nam niko ništa“ стана огромен хит. Когато националният отбор по футбол на Сърбия до 19 години спечели Европейското първенство през 2013 г., играчите пееха същата тази песен по време на празненството, и по-късно беше пуснато видео, в което някои играчи гостуваха в къщата на Митар Митич, където заедно го изпяха на акордеон.
Митар Мирич се смята за любим певец на сръбския футболист Душко Тошич, и хитовата му песен е изпята от босненско-сръбския политик Милорад Додик на културни фестивали, хърватския футболен треньор Здравко Мамич по време на телевизионно шоу и сватба.

## Дискография
- 1979 – Okreni se, ne okrenula se[1]
- 1980 – Voli me danas više nego juče
- 1981 – Hoću mesto u tvom srcu
- 1982 – Dobro jutro, rekoh zori
- 1983 – U svanuće ne idem do kuće
- 1984 – Sve su iste osim tebe
- 1984 – Živela ljubav
- 1986 – Ne diraj čoveka za stolom
- 1987 – Ako umrem da mi žao nije
- 1988 – Dajte mi da živim
- 1989 – Ne može nam niko ništa
- 1990 – Duša od čoveka
- 1992 – Nepopravljiv
- 1993 – Bog je poslao ženu
- 1995 – Dotakni me
- 1996 – Čudotvorac
- 1997 – Ja ne živim ovde
- 1998 – Pustolov
- 2000 – Samo kaži
- 2002 – Nekad sam i ja voleo
- 2003 – Pomirenje
- 2006 – Neka puca
- 2009 – Ličiš na sve moje bivše
- 2011 – Nemoj da mi brojiš bore
- 2016 – Pametnica
- 2017 – Zvali ste na jedno piće